# Lepturgantes
Lepturgantes es un género de escarabajos longicornios de la tribu Acanthocinini.

## Especies
- Lepturgantes candicans (Bates, 1863)
- Lepturgantes dilectus (Bates, 1863)
- Lepturgantes flavovittatus (Gilmour, 1959)
- Lepturgantes pacificus Gilmour, 1960
- Lepturgantes prolatus Monne & Monne, 2008
- Lepturgantes septemlineatus Gilmour, 1960
- Lepturgantes seriatus Monné, 1988
- Lepturgantes variegatus Gilmour, 1957